# Gerhard Storch
Gerhard Storch (nacido en 1939 en Fráncfort del Meno) es un paleontólogo alemán que fue director de la sección de zoología terrestre en el Forschungsinstitut Senckenberg. Entre otros, describió los siguientes géneros y especies:
- Eomanis (E. waldi y E. krebsi), junto con Thomas Martin.[1]
- Eurotamandua (E. joresi)[1]
- Leptictidium nasutum, junto con Adrian Lister.[2]
- Leptictidium tobieni, junto con Wighart von Koenigswald.[3]
- Palaeochiropteryx (P. tupaiodon), junto con Jörg Habersetzer.[4]

## Biografía
Storch estudió biología en Darmstadt, Viena, y Fráncfort, y se graduó en 1967 con una tesis sobre la morfología de los murciélagos. Entre 1967 y 1969 fue investigador de la DFG. Desde 1969 hasta 2004 fue director de la sección de fósiles de mamíferos del Forschungsinstitut Senckenberg. Además, entre 1997 y su jubilación en el 2004 fue director de la sección de zoología terrestre.
Storch ha realizado excavaciones en lugares como China, Marruecos, el mar Egeo, Malta, y Europa Central.